# Teratophyllum brightiae
Teratophyllum brightiae är en träjonväxtart som först beskrevs av F. Muell., och fick sitt nu gällande namn av Holtt. Teratophyllum brightiae ingår i släktet Teratophyllum och familjen Dryopteridaceae. Inga underarter finns listade.